# Paris universitet
Paris universitet (franska: Université de Paris) grundades under 1100-talet och är ett av världens äldsta universitet. Det omnämns, liksom vissa av dess efterföljare, ibland informellt Sorbonne efter universitetsbyggnaden Sorbonne, i sin tur namngiven efter det tidiga Collège de Sorbonne, grundat 1257 av Robert de Sorbon. Sorbonne syftar i nutida franskt språkbruk annars ofta på de universitet, som efter uppdelningen av Paris universitet efter majrevolten 1968, behållit Sorbonne i sina namn och ännu återfinns i universitetsbyggnaden; Université Panthéon-Sorbonne (Paris I) och Université Paris-Sorbonne (Paris IV). Det sistnämnda förvaltar ännu det gamla universitets motto. Utöver dessa gör även Université Panthéon-Assas (Paris II), Université Sorbonne Nouvelle (Paris III) samt Université Paris Descartes (Paris V) ibland anspråk på att ingå. Universitetet uppdelades på 1970-talet i 13 oberoende statliga universitet, förtecknade Paris I-XIII, efter majrevolten 1968, varav några i olika grad gör anspråk som arvtagare till Paris universitet inom olika fakulteter, institutioner eller ämnesområden. Flera av dessa ingår i det vid uppdelningen etablerade Chancellerie des Universités de Paris, inhyst i universitetsbyggnaden Sorbonne tillsammans med Université Panthéon-Sorbonne (Paris I) och Université Paris-Sorbonne (Paris IV). Samarbetsprojekt och enhetssträvanden, som Sorbonne Université, erhåller sedan några år tillbaka politiskt och finansiellt stöd.

## Historia

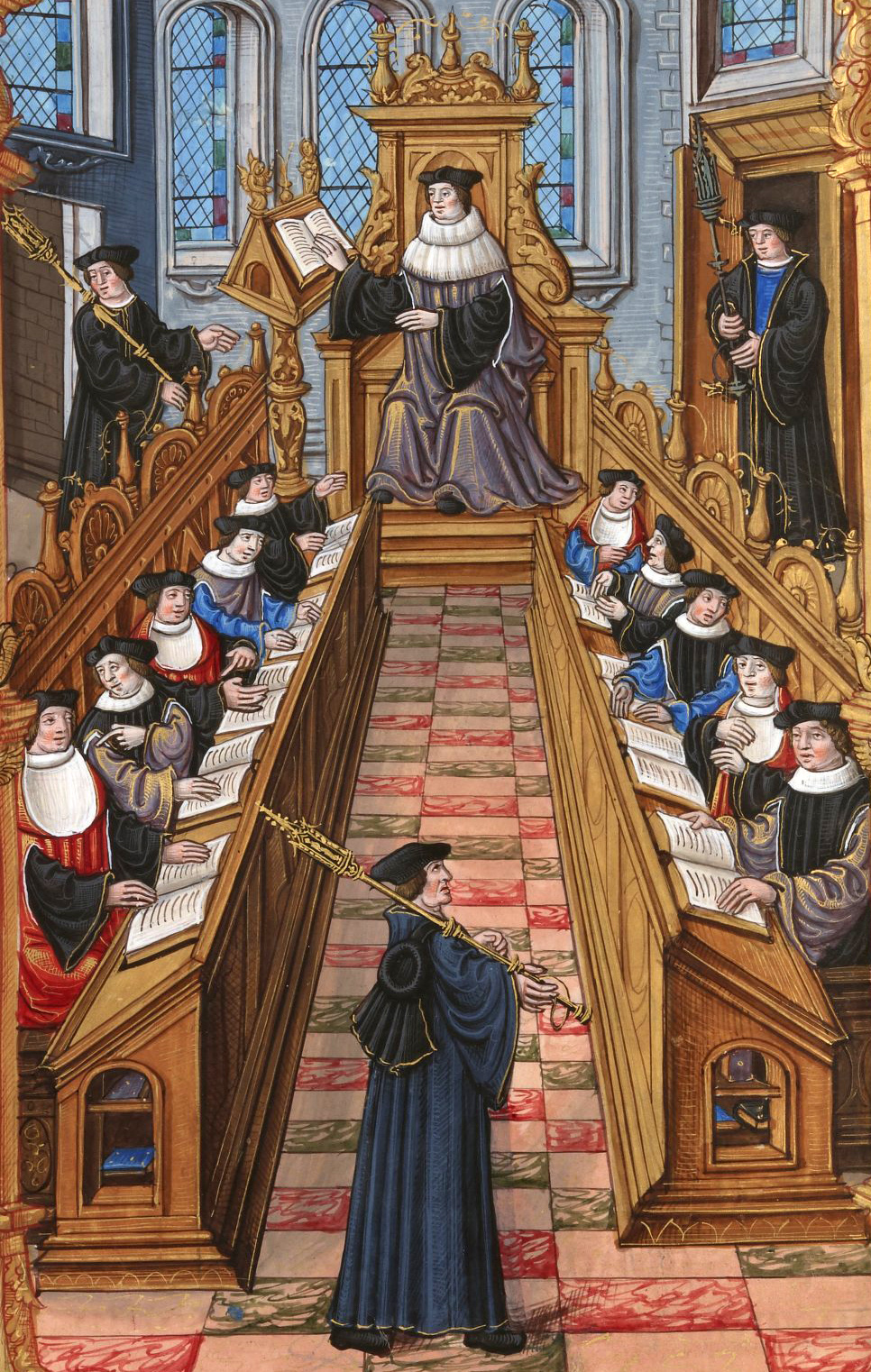
Doktorer sammanträder vid Paris universitet, där samma akademiska titel först instiftades, i en illustration i en medeltida handskrift.

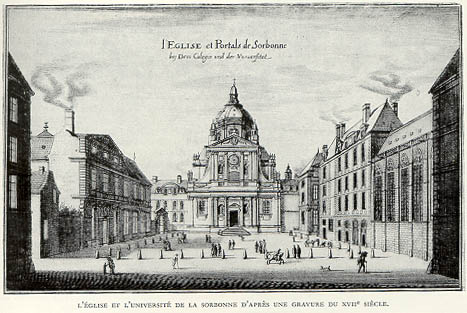
Universitetsbyggnaden Sorbonne på 1600-talsgravyr.

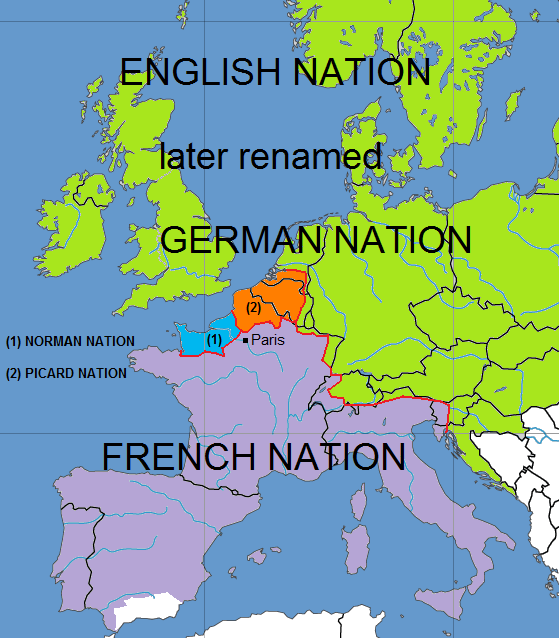
De fyra ursprungliga studentnationerna vid Paris universitet.

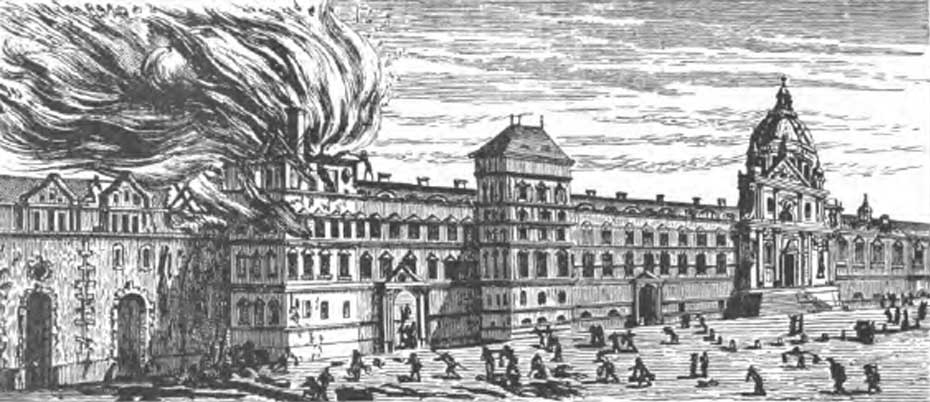
Sorbonne i lågor 1670.

### Före 1800-talet
Collège de Sorbonne var en av de tidigaste utbildningsenheterna i det medeltida Paris universitet. Det grundades 1257 av och namngavs efter Robert de Sorbon (1201–1274), kaplan vid Ludvig IX:s hov. Därav blev byggnadsnamnet Sorbonne så småningom metonym för hela Paris universitet självt. Universitetet uppfördes i Latinkvarteret i 5:e arrondissementet i centrala Paris. 
Collège de Sorbonne var ursprungligen avsedd för en mindre skara teologistudenter, men växte fort som lärdomscenter. Redan på 1200-talet gick här 20 000 utländska studenter.

### 1800-talet

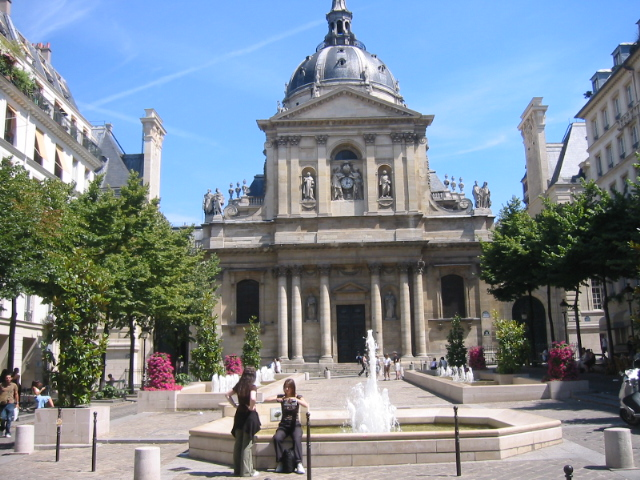
Sorbonne i nutid, sedd från Place de la Sorbonne, som i dag inhyser Université Panthéon-Sorbonne (Paris I) och Université Paris-Sorbonne (Paris IV).

Den 23 juni 1894 höll Pierre de Coubertin en internationell kongress i Sorbonne, vilket ledde till bildandet av den Internationella olympiska kommittén.

### 1900-talet

#### Majrevolten 1968
Efter majrevolten 1968 uppdelades Paris universitet under 1970-talet i 13 oberoende universitet (Paris I-XIII).
Området och institutionen har både innan och efter 1968 haft symbolvärde för det franska samhället i fråga om gammalt och nytt.
Den 11 mars 2006 stormade fransk kravallpolis en av dessas historieinstitutioner inhysta i Sorbonne, där 200 studenter förskansat sig under tre dagar som en del i en större proteströrelse mot regeringens planer på att underlätta för arbetsgivare att avskeda anställda yngre än 26 år.
Sedan uppdelningen efter majrevolten existerar totalt 13 olika statliga universitet med varsitt namn och nummer, varav några i olika grad gör anspråk som arvtagare till Paris universitet inom olika fakulteter, institutioner eller ämnesområden.
Universiteten är delvis kända för sina respektive ämnesinriktningar. Till exempel är Université Panthéon-Assas (Paris II) känt för juridik, Université Paris-Sorbonne (Paris IV) för humaniora, konsthistoria och filosofi, Université Pierre-et-Marie-Curie (Paris VI) och Université Denis Diderot (Paris VII) för naturvetenskap samt Université Paris-Dauphine (Paris IX) för ekonomi.
Université Vincennes-Saint-Denis (Paris VIII), Université Paris Ouest Nanterre (Paris X), Université Paris-Sud (Paris XI), Université Val- de-Marne (Paris XII) och Université Paris-Nord (Paris XIII) ligger alla i Paris förorter.

## Alumner
- Alexander V, motpåve
- Simone de Beauvoir
- Jean Calvin
- Marie Curie
- Pierre Curie
- François Hollande
- Marine Le Pen
- Norman Mailer
- Pol Pot